# Extrakunia meadowsi
Extrakunia meadowsi är en fjärilsart som beskrevs av John S. Buckett 1967. Extrakunia meadowsi ingår i släktet Extrakunia och familjen nattflyn. Inga underarter finns listade i Catalogue of Life.